# 稲垣雅之 (俳優)
稲垣 雅之（いながき まさゆき、1955年4月16日 - ）は、日本の俳優、声優、演技トレーナー。

## 出演

### テレビドラマ
- 春の波涛（1985年）
- 幸せをさがして 第8話（1992年）
- HOTELスペシャル'96新春（1996年）
- 大合併 巨大銀行誕生を支えた男たち（1996年）
- 50億を相続する女（2003年） - 井口晋平 役
- SPEC〜警視庁公安部公安第五課 未詳事件特別対策係事件簿〜 スペシャル（2012年）
- 視覚探偵 日暮旅人（2015年）

### 映画
- の・ようなもの（1981年）
- 1リットルの涙 （2005年)
- エイトレンジャー（2012年）
- 劇場版 SPEC〜天〜（2012年）
- 劇場版 SPEC〜結〜（2013年)
- 天空の蜂（2015年)
- さよなら バンドアパート (2021年、宮野ケイジ監督)
- TSUSHIMA（2025年公開予定、山根高文監督）

### 配信ショートフィルム
- フレームを外れたところ… (2024年)

### 舞台
- 里見浩太郎 明治座再開場 十周年「初春あばれ獅子」（2003年）
- ハウ・トゥー・サクシード

### 朗読劇
- 桜の園
- 天守物語
- 高嶋政伸リーディングセッション2
- 人形の贈り物
- 声劇シリーズ

### テレビアニメ
- ゼンダマン（1979年、フジテレビ）
- 宇宙戦艦ヤマトIII（1980年、よみうりテレビ）
- タイムパトロール隊オタスケマン（1980年、フジテレビ）
- ヤットデタマン（1981年、フジテレビ）
- 手塚治虫のドン・ドラキュラ（1982年、テレビ東京）
- 一ッ星家のウルトラ婆さん（1982年、よみうりテレビ）
- 宇宙船サジタリウス（1986年、テレビ朝日）
- 赤い光弾ジリオン（1987年、日本テレビ）
- マシンロボ ぶっちぎりバトルハッカーズ（1987年、日本テレビ）
- ミスター味っ子（1987年、テレビ東京）
- 燃える!お兄さん（1987年、テレビ東京）

### 劇場アニメ
- キャプテン（1981年）
- テクノポリス 21C（1982年）
- ケンタウロスの伝説（1985年）
- AKIRA（1988年）
- 紅の豚（1992年）

### OVA
- 真魔伝説 バトルロイヤルハイスクール（1986年）
- ペリカンロード クラブ・カルーチャ（1986年）
- メタルスキンパニックMADOX-01（1987年）
- ロボットカーニバル（1987年）
- がんばれ！盲導犬サーブ（1988年）
- ズッコケ三人組 ズッコケ時空冒険（1988年）
- かいけつゾロリ（1989年）
- 銀河英雄伝説（1994年、コンラート・リンザー〈2代目〉）

### CM
- 清酒桃川
- 全国共通お米券
- ホッカイドウ競馬